# 플라스니차시

플라스니차 시의 위치

플라스니차시(마케도니아어: Општина Пласница, 튀르키예어: Plasnitsa Belediyesi)는 마케도니아 공화국 서부에 위치한 지방 자치체로 행정 중심지는 플라스니차이며 면적은 54.44km2, 인구는 4,545명(2002년 기준)이다. 북동쪽으로는 마케돈스키브로드 시, 남동쪽으로는 크루셰보 시, 남서쪽과 서쪽, 북서쪽으로는 키체보 시와 접한다.